# ジャパン マリンユナイテッド

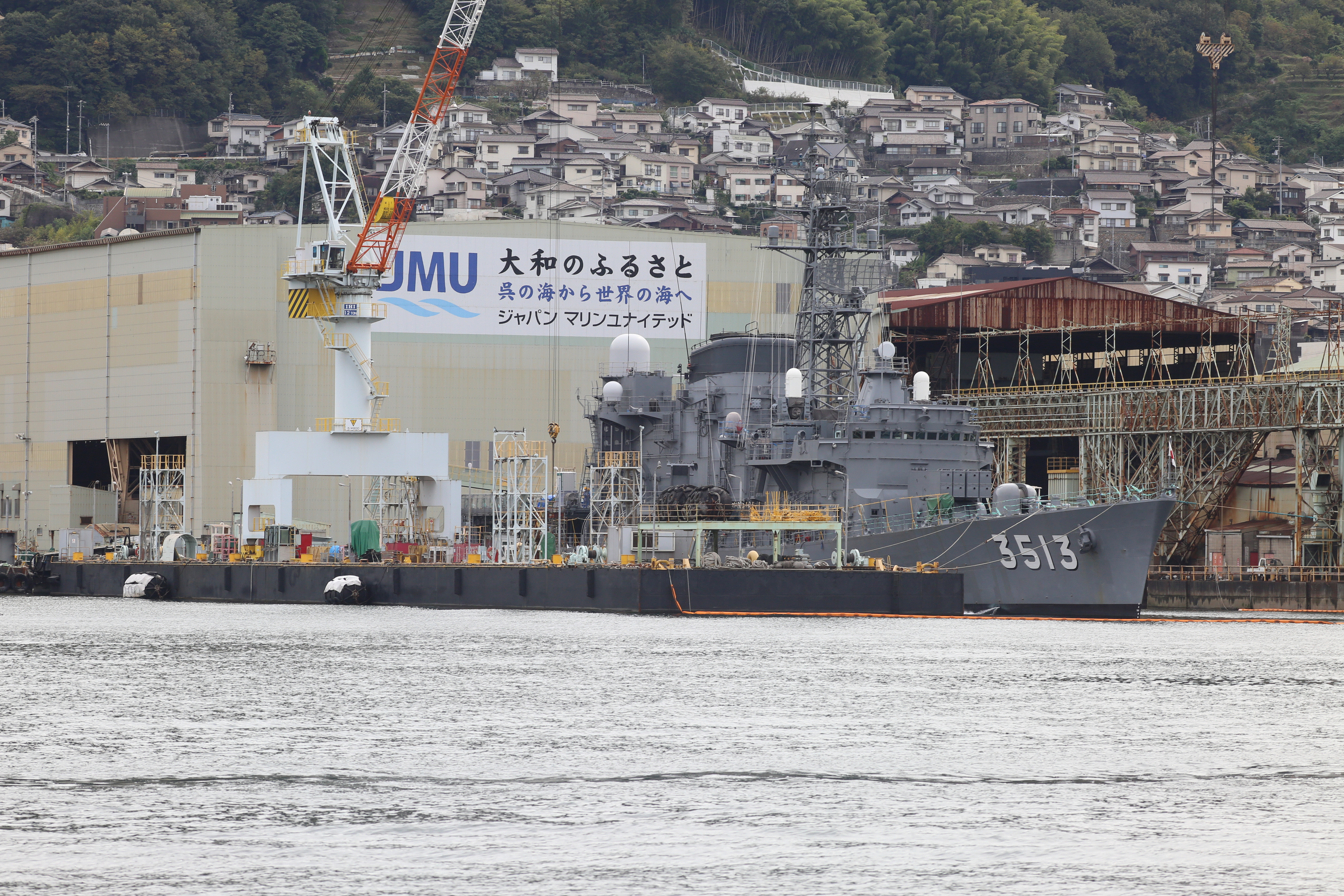
練習艦「しまゆき」とジャパン マリンユナイテッド呉事業所（広島県呉市）

ジャパンマリンユナイテッド株式会社（英: Japan Marine United Corporation）は、神奈川県横浜市西区に本社を置く、日本の造船会社である。2013年1月1日にユニバーサル造船株式会社と株式会社アイ・エイチ・アイ マリンユナイテッドが合併して誕生した。

## 沿革
- 2013年1月1日 - ユニバーサル造船株式会社と株式会社アイ・エイチ・アイ マリンユナイテッドが合併し発足。出資比率は JFEホールディングスが45.93%、IHIが45.93%、日立造船（現・カナデビア）が8.15%である。
- 2019年11月29日 - 国内最大手の今治造船と資本業務提携することで合意したと発表[3][4]。
- 2020年
  - 1月1日 - 今治造船と共同出資で日本シップヤード株式会社を設立[5]。増資により、出資比率がJFEホールディングスとIHIが各35％、今治造船が30％となる（日立造船は保有株をJFEとIHIに売却）[6]。
  - 2月3日 - 舞鶴事業所における構造改革として、既受注船が完工次第、新造商船の建造を終了し、艦船修理事業に特化する事を発表した[7]。
- 2021年
  - 4月1日 - 因島工場を因島事業所に格上げ[8]。
  - 5月26日 - 舞鶴事業所にて、同事業所における最終建造船である「SAKIZAYA VICTORY」を引き渡し。同日をもって、旧日本海軍の舞鶴海軍工廠時代から数えて100年以上の新造船建造に幕を閉じた[9]。
- 2025年
  - 6月26日 - 今治造船がJMUへの出資比率を60%に引き上げ子会社化することが発表された[10][11]

## 主要事業
4事業を展開している。
- 商船
- 艦船
- 海洋・エンジニアリング
- ライフサイクル

## 主要製品
製造する主な製品を以下に列挙する。
- コンテナ船

- - 24,000TEU型コンテナ船
  - 14,000TEU型コンテナ船
  - 9,600TEU型コンテナ船
  - 8,200TEU型コンテナ船
  - 6,500TEU型コンテナ船
  - 3,055TEU型コンテナ船
- タンカー
  - マラッカマックス型VLCC
    - マラッカマックス型VLCC(335m)
    - マラッカマックス型VLCC(339m)
    - 次世代省エネ型VLCC（H-CSR対応）

  - 200万バレル型VLCC
    - 次世代省エネ型VLCC(G302T)

  - スエズマックス型タンカー
    - 次世代省エネ型スエズマックスタンカー（H-CSR対応）

  - アフラマックス型タンカー
  - パナマックス型タンカー
- 撒積船
  - ユニマックス・オア
  - ニューキャッスルマックス・バルクキャリア（G209BC）
  - ダンケルクマックス・バルクキャリア(G182BC)(N181BC)
  - 次世代省エネ石炭船
  - パナマックス・バルクキャリア(G81BC)(J82BC)
  - ウルトラマックス・バルクキャリア(Future-60)
  - 砕氷型バルクキャリア
- 液化ガス船
  - SPB®（自立角型IMOタイプB）タンク方式LNG船
  - GTT MarkIII方式（メンブレン型）LNG船
  - LPG運搬船
- 自動車運搬船
  - 7,550台積み自動車運搬船
- 海洋構造物
  - 浮体式LPG生産・貯蔵・積出設備(LPG-FPSO)
  - 浮体式原油生産・貯蔵・積出設備(FPSO(Hull))
  - 浮体式貯蔵・積出設備(FSO)
  - 石油掘削リグ・生産・貯蔵船(Production & Testing System)
  - セミサブ型石油掘削リグ(Semi-submersible Drilling Rig)
  - ジャッキアップ型石油掘削リグ(Jack Up Drilling Rig)
  - 浮体式洋上サブステーション（変電所）
  - 石油備蓄基地(Offshore Stockpiling Base)
- オフショア支援船
  - アンカーハンドリング・タグ・サプライ船
  - プラットフォーム サプライ船
  - オーシャン・トーイング・タグ
- 客船・旅客カーフェリー
  - さんふらわあ ふらの - 2017年竣工
  - さんふらわあ さっぽろ - 2017年竣工
  - 客船
  - 高速カーフェリー
  - 大型カーフェリー
  - SSTH型高速旅客／カーフェリー
- 艦艇
  - いずも型護衛艦
  - まや型護衛艦
  - あわじ型掃海艦
- 官公庁船
  - 凌風丸 (気象観測船・4代目） - 2024年竣工[14]
  - 巡視船
    - かとり型巡視船
    - 巡視船きりしま(PS-22)
    - 巡視船やえやま(PL-203)
- 特殊船・小型船
  - 観光遊覧船
  - 流氷観光船
  - フローティングクレーン
  - 深層混合処理船
  - 旅客船
  - 海洋地球研究船
- 修理・改造船
  - バラスト水処理装置搭載工事（レトロフィット）
  - 改造工事（延命工事）
- 防衛装備品・メカトロ製品
  - 洋上補給装置
  - 自動操艦装置
  - 水陸両用車
  - 除染装置
  - 造船用溶接ロボット
  - 水中用メンテナンスロボット
- 内航船ソリューション
- 船舶機器
  - アンチローリングタンク
  - SURF-BULB
- SPB® タンクシステム

## 事業所
大部分が前身企業から引き継いだものである。有明事業所・舞鶴事業所・因島事業所は日立造船、呉事業所・磯子工場は石川島播磨重工業（現・IHI）、津事業所・鶴見工場は日本鋼管（現JFE・エンジニアリング）の工場を継承している。また呉事業所は旧・日本海軍の呉海軍工廠、舞鶴事業所は舞鶴海軍工廠である。
- 本社 - 神奈川県横浜市西区みなとみらい4丁目4番2号　横浜ブルーアベニュー
- 有明事業所 - 熊本県玉名郡長洲町大字有明1番地
- 呉事業所
  - 昭和地区 - 広島県呉市昭和町2-1
  - 新宮工作部 - 広島県呉市光町5-17
- 津事業所 - 三重県津市雲出鋼管町1番地3
- 舞鶴事業所 - 京都府舞鶴市字余部下1180番地
- 横浜事業所
  - 磯子工場 - 神奈川県横浜市磯子区新杉田町12番地
  - 鶴見工場 - 神奈川県横浜市鶴見区末広町2丁目1番地
- 因島事業所 - 広島県尾道市因島土生町2477番地16
- 技術研究所
  - 津 - 三重県津市雲出鋼管町1番地3
  - 横浜 - 神奈川県横浜市磯子区新中原町1番地

## 関連会社
- アイ・イー・エム（船舶設計、エンジニアリングなど）
- アイイーシー（船舶改造・修理工事の派遣など）
- IMC（舶用部品販売、機械等のアフターサービスなど）
- 有明エンジニアリング（船舶艤装品の製作、産業廃棄物処理施設の運転･管理など）
- 京浜マリン製作所（人材派遣業、建物管理サービス請負など）
- JMUアムテック（新造船の建造、船舶修理など）；旧播磨造船所（兵庫県相生市）
- JMUシステムズ（情報システム開発･販売･保守など）
- JMUディフェンスシステムズ（艦艇装備品・陸自装備品等の製作・保守）（京都府舞鶴市）
- JMUビジネス・サポート（船舶設計、各種IDカード作成など）
- 日本シップヤード（LNG船を除く一般商船の設計・販売。今治造船との合弁会社）